# Rhagadochir vossleri
Rhagadochir vossleri is een insectensoort uit de familie Archembiidae, die tot de orde webspinners (Embioptera) behoort. De soort komt voor in Oost-Afrika.
Rhagadochir vossleri is voor het eerst wetenschappelijk beschreven door Enderlein in 1909.